# 비만증
비만(肥滿, 영어: obesity) 또는 비만증(肥滿症, 영어: adipositas)은 인체에 지방이 과도하게 축적되는 질병이다. 세계 보건 기구(WHO)는 체질량 지수(BMI: Body Mass Index)가 30 이상인 경우를 비만증이라고 일컫는다. 대개 비만인은 체중이 정상치보다 무거운 것으로 인식되지만, 몸의 구성 성분 중 체지방 비율이 높은 것도 비만이라고 한다. 비만은 그 자체로도 건선, 튼살과 같은 외관상의 문제와 사회적 장애를 초래할 수 있으며, 무엇보다도 과다한 지방으로 인해 생기는 2차 합병증은 건강에 치명적이다. 비만은 고지혈증, 고혈압, 동맥경화, 당뇨병, 지방간, 관절 이상 등의 발생비율을 현저하게 증가시키는 '만병의 근원'이라는 사실이 널리 알려져 있으며, 결과적으로 기대 수명의 저하를 불러 온다.

## 비만증의 원인과 질병
인간의 유전자는 척박한 환경에 알맞게 진화되어 왔다. 인류가 지금처럼 풍족한 생활을 하기 시작한 것은 최근의 일이다. 인간의 유전자는 처음 인류가 이 땅에 태어난 뒤, 수백만 년 이상을 영양이 부족한 환경에서 살아야 했기 때문에, 남는 에너지를 배설하는 소모적인 시스템은 상상조차 하지 못했다. 지방을 에너지 저장원으로 택한 이유도 1그램당 4킬로칼로리 밖에 내지 못하는 탄수화물이나 단백질에 비해 1그램당 9킬로칼로리라는 높은 에너지 효율을 가지고 있기 때문이다. 한정된 육체 속에 더 많은 에너지를 저장하려면 에너지 효율이 높은 방식을 선택해야 했고, 생존을 위해 지방은 아끼는 것이 진화적으로 유리한 전략이었다. 이렇게 지방 친화적으로 발달한 인간의 몸이 단시간 내에 바뀌지는 않기 때문에, 오늘날 많은 사람들은 다이어트를 하는데 어려움을 겪는다.

## 체질량 지수에 따른 구분
체질량 지수로는 30이상 (한국에서는 25이상)이다.

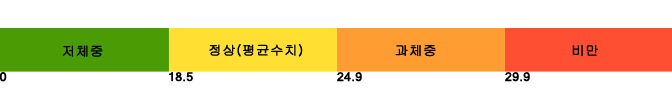
대한민국인 기준 체지방을 비만 분류

## 브로카 변법에 따른 구분
브로카 변법에 따르면, 자신의 몸무게가 적정 몸무게보다
- 30% 이상 → 병적 비만
- 20% 이상 → 비만

이다.

## 체지방률에 따른 구분
체질량 지수를 맹신해서는 안되는데, 이른바 '마른 비만' 이라고 부르는 체지방률이 높은 경우가 이에 속한다. '마른 비만' 이란 체질량 지수는 낮거나 정상인데, 체지방률이 높은 경우를 의미한다. 남성은 체지방률이 25% 이상일 때, 여성은 30% 이상일 때 보통 '마른 비만'으로 분류하게 된다.

## 허리 둘레에 따른 구분
최근 대한비만학회를 중심으로 비만을 판단하는 새로운 척도로 ‘허리둘레’에 초점이 모아지고 있다. 허리둘레가 중요한 이유는 복부 비만의 중요 지표이기 때문이다. BMI는 체지방을 파악하는 데 오차가 생길 수 있어 이 수치로 비만인지를 판단하는 것은 성급할 수 있다고 전문가들은 지적한다. 성인을 기준으로 허리둘레가 남성 90cm, 여성 85cm 이상이면 비만으로 볼 수 있다. 청소년 경우에는 허리둘레와 엉덩이 비율이 0.90이면 복부비만이다

## 해결법
굶거나 한번에 먹는 양을 줄이면 안 된다. 오히려 배고픔을 더 느껴서 평소보다 많이 폭식하거나, 요요 현상이 일어날 수 있다. 천천히 시간적 여유를 두고 음식 양을 줄여가면서 다이어트를 해야 한다. 헬스장에 가서 전문 트레이너한테서 도움을 받을 수도 있다. 패스트푸드, 인스턴트는 많이 줄이고, 샐러드, 닭가슴살 등의 채소들은 골고루 많이 섭취한다. 밖에서 줄넘기, 체조 등을 하는 것도 아주 좋은 방법이고 물을 하루에 2L 마셔서 노폐물도 배출해야 한다. 천천히 먹는 습관과 노력으로 포만감이 생기는것도 중요하다. 비만인 사람들은 음식을 빠르게 먹기 때문에 많이 먹고 나서 포만감이 생긴다. 스트레스,잠이 넘치거나 모자라면
음식으로 풀기 때문에 지방 축적이 잘 되므로 규칙적으로 충분한 숙면을 취하며 스트레스를 받더라도 음식으로 풀지 않는 습관이 필요하다. 채소 등의 살이 안 찌고 부피만 차지하는 음식을 많이 먹는 습관이 필요하다.

## 같이 보기
- 복부비만
- 야식증